# Gräfelfing
Gräfelfing là một đô thị thuộc huyện Munich bang Bayern nước Đức.